# Peter van Dalen (politicus)
Peter van Dalen (Zwijndrecht, 3 september 1958) is een Nederlands politicus. Namens de ChristenUnie (CU) was hij tussen 14 juli 2009 en 3 september 2023 lid van het Europees Parlement.

## Levensloop
Van Dalen volgde het vwo op het DevelsteinCollege in Zwijndrecht. Tussen 1976 en 1983 studeerde hij geschiedenis en internationale betrekkingen aan de Universiteit Utrecht. Als student was hij lid van de christelijke studentenvereniging S.S.R.-N.U.. Tegelijkertijd werkte hij voor het Tweede Kamerlid Meindert Leerling (RPF), op de beleidsterreinen ontwikkelingssamenwerking en gezondheidszorg.
In 1984 werd Van Dalen beleidsmedewerker van Leen van der Waal, die in dat jaar namens de combinatie SGP-GPV-RPF lid was geworden van het Europees Parlement.
In 1989 ging Van Dalen bij het ministerie van Verkeer en Waterstaat werken. Hier vervulde hij diverse managementfuncties; laatstelijk als hoofdinspecteur-directeur van de Inspectie Verkeer & Waterstaat inzake de binnenvaart. In juli 2009 was Van Dalen lijsttrekker namens de ChristenUnie-SGP bij de Europese parlementsverkiezingen. Na de verkiezingen nam hij een van de twee behaalde zetels in. Op 22 mei 2014 was hij opnieuw lijsttrekker voor de Europese Parlementsverkiezingen. Weer behaalde de ChristenUnie-SGP twee zetels. In aanloop naar de Europese Parlementsverkiezingen van 2019 droeg het hoofdbestuur Van Dalen wederom voor als lijsttrekker. Tijdens het partijcongres van de ChristenUnie op 9 juni 2018 werd zijn benoeming bevestigd.

### Politieke activiteiten
Van Dalen heeft diverse politieke functies bekleed binnen de RPF en ChristenUnie. Tussen 1994 en 1998 was hij fractievoorzitter van de gecombineerde fractie van RPF en GPV in de gemeente Houten. Ook heeft hij verschillende bestuursfuncties binnen de RPF-afdeling Houten bekleed.
Vanaf 1989 Dalen was lid van het Adviescollege dat de Europese Parlementsleden van de ChristenUnie-SGP van advies dient op het gebied van politieke en institutionele kwesties met betrekking tot de Europese Unie. Vanaf 2007 was hij ook voorzitter van de Projectgroep Europa van de ChristenUnie. Al deze functies heeft hij neergelegd bij zijn aantreden als Europarlementariër.

### Europarlementariër
In juli 2009 behaalde de ChristenUnie-SGP twee zetels, waardoor Van Dalen lid werd van het Europees Parlement. Van Dalen is voorstander van eurorealisme, waaronder hij verstaat dat Europese samenwerking nuttig en geboden is maar dat de Europese Unie niet moet uitmonden in een bureaucratische "superstaat" die zich met van alles en nog wat bemoeit. Deze visie op de EU kwam naar voren in het motto voor de verkiezingen in 2009, 2014 en 2019: "Samenwerking Ja, Superstaat Nee". Van Dalen was in de periodes 2009-2014 en 2014-2019 aangesloten bij de fractie van de Europese Conservatieven en Hervormers (ECR).
Tussen 2009 en 2014 was Van Dalen vicevoorzitter van de transportcommissie van het Europees Parlement. In diezelfde periode nam hij het initiatief voor de oprichting van de Werkgroep Godsdienstvrijheid van het Europees Parlement.
Bij de verkiezingen van mei 2014 werd Van Dalen, als lijsttrekker, herkozen als Lid van het Europees Parlement. Hij nam opnieuw plaats in de ECR-fractie. In deze mandaatperiode legde hij zich naast transport ook steeds meer toe op visserij-onderwerpen. Van Dalen was lid van de visserijcommissie en was woordvoerder van de ECR-fractie op dit onderwerp. In deze commissie maakte hij zich sterk voor het behoud van de pulskorvisserij. Van Dalen was covoorzitter van de Intergroep Vrijheid van Godsdienst en Levensovertuiging, de opvolger van de werkgroep Godsdienstvrijheid. In deze Werkgroep opereren Europarlementariërs uit verschillende EP-fracties. In 2016 heeft op zijn initiatief de Europese Commissie een speciaal Gezant voor Godsdienstvrijheid buiten de EU aangesteld, in eerste instantie voor de periode van één jaar. Voormalig Eurocommissaris en vice-premier van Slowakije Jan Figel werd op deze positie benoemd.
Bij de Europese Parlementsverkiezingen van 2019 was Van Dalen opnieuw lijsttrekker voor ChristenUnie-SGP en behaalde de lijstcombinatie wederom 2 zetels. Op 5 juni besloot Van Dalen de ECR-fractie te verlaten na stemming over toetreding van Forum voor Democratie. Anders dan de ChristenUnie stemde Bas Belder, de afzwaaiend SGP-Europarlementariër, voor toetreding van FVD tot de ECR-fractie. Op 20 juni 2019 koos Van Dalen voor aansluiting bij de EVP-fractie. Na enige bedenktijd besloot SGP-Europarlementariër Bert-Jan Ruissen niet mee te gaan naar de EVP, en zich toch opnieuw bij de ECR aan te sluiten. De ChristenUnie en SGP zijn daardoor sinds juli 2019 in twee verschillende fracties vertegenwoordigd.
Op 3 september 2023, zijn vijfenzestigste verjaardag, trad Van Dalen op verzoek van zijn partijbestuur terug als Europarlementariër. Hij werd opgevolgd door Anja Haga, die tevens lijsttrekker voor de Europese Parlementsverkiezingen van 2024 werd.

## EP-commissies
Van Dalen was lid van de volgende EP-commissies:
- Commissie visserij (ondervoorzitter)
- Sub-commissie mensenrechten
- Delegatie voor de betrekkingen met Zuid-Aziatische landen

Daarnaast was hij plaatsvervangend lid van de volgende commissies:
- Commissie buitenlandse zaken
- Delegatie voor de betrekkingen met de Masjraklanden[6]

## Persoonlijk
- Hij leest graag boeken van de Duitse auteur Erich Maria Remarque (1898-1970) en boeken over de Amerikaanse Burgeroorlog.
- Van Dalen is getrouwd en woonachtig te Houten. Hij is lid van de Protestantse Kerk in Nederland.